# Спуфінг
Спуфінг або спуфінг-атака (англ. spoofing attack) — в контексті безпеки мережі, це випадок, коли особа або програма маскується під іншу за допомогою фальсифікації даних, і тим самим отримує незаконну перевагу.

## Спуфінг та TCP/IP
Більшість протоколів TCP/IP не забезпечені механізмами аутентифікації джерела або місця призначення повідомлення. Тому вони є вразливими до спуфінг-атак, якщо у застосунках не вжито додаткових заходів безпеки з метою перевірки хостів, які приймають та відправляють інформацію. Зокрема, IP spoofing та ARP spoofing можуть використовуватись для атак «людина посередині» проти хостів у комп'ютерній мережі. Спуфінг-атаки на основі протоколу TCP/IP можуть бути послаблені, якщо використовувати фаєрвол з докладним аналізом пакетів або проводити ідентифікацію відправника та отримувача повідомлення.

## GPS-спуфінг
GPS-спуфінг – це надсилання сигналів перешкод, які імітують сигнал NAVSTAR GPS. Спуфінг-атака, яка намагається обдурити GPS-приймач шляхом передавання сигналів, схожих на низку справжніх сигналів GPS, однак трохи потужніших за сигнали, що надходять від GPS-супутників. Ці імітовані сигнали формуються таким чином, щоб змусити одержувача невірно визначати своє місце розташування, вважаючи його таким, яке потрібно атакуючому. Оскільки системи GPS працюють на основі вимірювання часу проходження сигналу від супутника до приймача, то для успішного GPS-спуфінгу атакуючий має точно знати де перебуває його жертва — щоб структурувати імітований сигнал з належними затримками.